# طعمه (فیلم ۱۹۹۵)
طعمه (فرانسوی: L'Appât‎) فیلمی در ژانر جنایی به کارگردانی برتران تاورنیه است که در سال ۱۹۹۵ منتشر شد. از بازیگران آن می‌توان به کلوتیلد کورو، ماری جیلاین، الیویه سیتروک، فرانسوا برلئان، جکی نرسسیان و فیلیپ تورتون اشاره کرد. این فیلم برنده خرس طلایی از جشنواره فیلم برلین شده‌است.